# Virginia (Nebraska)
Pour les articles homonymes, voir Virginia.
Virginia est un village du comté de Gage, dans l'État du Nebraska, aux États-Unis. En 2020, il comptait une population de 74 habitants.